# Soul (film, 2020)
Pour les articles homonymes, voir Soul (homonymie).
Série Classiques d’animation Pixar
En avant
(2020) Luca
(2021)
Pour plus de détails, voir Fiche technique et Distribution.
Soul, ou Âme au Québec, est un film d'animation américain réalisé par Pete Docter et par Kemp Powers, produit par Disney pour Walt Disney Pictures et sorti en 2020. Le scénario et l’histoire du film ont été écrits par Pete Docter, Mike Jones et Kemp Powers.

## Synopsis
Joe Gardner, pianiste et professeur de musique au collège vivant à New York, rêve de devenir musicien de jazz professionnel, mais sa mère Libba préférerait qu'il soit enseignant à plein temps, gage de sécurité financière. Un jour, Joe apprend qu'une place se libère dans le groupe de la fameuse Dorothea Williams grâce à un de ses anciens élèves et passe une audition dans un club de jazz. Impressionnée, Dorothea l'engage pour le spectacle de ce soir-là pour voir s'il est à la hauteur. Joe quitte le club dans un état euphorique, sans prêter attention à son environnement, et tombe dans une bouche d'égout.
Joe se retrouve à l'état d'âme en route pour le « Grand Après ». Refusant catégoriquement de mourir le jour où son rêve va enfin se réaliser, il essaie de s'échapper mais finit dans le « Grand Avant », où les conseillers - tous dénommés Michel - préparent les âmes à naître à la vie avec l'aide d'âmes mentors. Chaque âme a un badge qui l'autorise à rejoindre la Terre une fois que celui-ci est complètement rempli de traits de personnalité. Pris à tort pour un mentor, Joe est affecté à la formation de 22, une âme cynique qui a toujours vécu dans le Grand Avant et qui refuse de naître. Ils découvrent que Joe est dans le coma dans un hôpital. 22 accepte de le laisser l'aider à trouver sa « flamme » pour compléter son badge et ensuite le lui donner pour qu'il puisse revenir dans le monde des vivants, mais Joe ne réussit pas à trouver une passion pour 22 dans le grand bazar général. Ils s'échappent du grand avant et visitent « la zone », un endroit où les âmes se retrouvent lorsque leurs passions les amènent à entrer dans un état de méditation, de transe ou de flow, mais qui peut aussi devenir un piège pour les âmes de personnes trop obnubilées, qui deviennent alors des âmes perdues. Ils rencontrent Vendelune, ami de 22 et capitaine d'un galion qui transporte une troupe de hippies mystiques, qui aident Joe à retrouver son corps sur Terre grâce à la méditation.
Joe revient sur Terre mais emporte accidentellement 22, qui se retrouve dans le corps de Joe, et Joe dans le corps d'un chat thérapeutique. 22 refuse de sortir de l'hôpital, mais Joe la force à sortir et lui fait découvrir un premier plaisir terrestre grâce à une part de pizza. Ils retrouvent Vendelune (qui travaille comme sign spinner), qui accepte de les rencontrer plus tard au club de jazz pour aider Joe à retrouver son corps. En attendant, 22 s'habitue au corps de Joe et découvre les petits bonheurs de l'existence tout en interagissant avec les proches de Joe. En parlant avec Connie, une élève de Joe jouant du trombone qui veut arrêter la musique, elle parvient à la faire changer d'avis ; avec Dez, qui voulait devenir vétérinaire mais qui est content d'être désormais coiffeur, et qui dit que Joe, jusqu'à maintenant, ne lui parlait que de sa passion pour le jazz mais ne s'était jamais vraiment intéressé à lui ; et Libba, qui accepte la passion de Joe pour la musique. Pendant ce temps, Terry, un comptable zélé qui compte les âmes se dirigeant vers le Grand Après, découvre que Joe a disparu et se rend sur Terre afin de l'envoyer dans le Grand Après et d'équilibrer ses comptes.
À la fin de la journée, Joe et 22 ont rendez-vous avec Vendelune. Mais Joe dévalorise les petits bonheurs terrestres que 22 a découverts et qui lui ont donné goût à l'existence en disant qu'il ne s'agit que de banalités qui ne peuvent pas lui permettre de trouver son but dans la vie. 22, désespérée, s'enfuit avec Joe à ses trousses pour trouver « sa flamme ». Terry les remarque en train de courir dans une station de métro et les ramène tous les deux dans le Grand Avant. 22 se rend compte que son badge est rempli, mais Joe pense que c'est uniquement parce qu'elle se trouvait dans son corps et qu'elle n'a pas vraiment trouvé « sa flamme ». 22 lui lance avec colère le badge et disparaît dans la zone. Un Michel informe Joe qu'une « flamme » n'est pas le but d'une âme dans la vie. Refusant de comprendre, Joe utilise le badge de 22 pour revenir sur Terre.
Cette nuit-là, la prestation est un succès, mais Joe n'est pas aussi satisfait qu'il l'imaginait et se rend compte que sa vie n'a pas changé de manière significative même après avoir réalisé son rêve. En rentrant chez lui, en regardant les objets que 22 a rassemblés en étant dans son corps et en se remémorant les moments qu'ils ont vécus ensemble, il comprend que ces expériences "banales" lui ont donné une « flamme ». En jouant du piano et en se souvenant des bonheurs simples qu'il a connus dans sa vie, il entre dans la zone avec l'intention de rendre son badge à 22, mais découvre qu'elle est devenue une âme perdue. Il la poursuit avec l'aide de Vendelune, mais 22 fait couler le bateau, renvoyant Vendelune sur Terre. Après une course poursuite dans le grand avant, Joe est avalé par un 22 géant, la poursuit à l'intérieur de son corps sombre et lui montre une graine d'érable qu'elle avait ramassée pour lui rappeler le temps qu'elle a passé sur Terre; il parvient enfin à la calmer en lui disant qu'elle a suffisamment de "flamme" pour être prête à vivre et qu'elle est très douée pour parler avec les gens. Joe lui rend le badge et escorte 22 hors du Grand Avant pour son voyage sur Terre.
Alors que Joe se prépare à entrer dans le Grand Après, un Michel l'arrête, remercie Joe d'avoir réussi à donner goût à la vie à 22 et lui offre une autre chance de vivre. D'abord sceptique à l'idée de revenir, Joe décide finalement de retourner dans son corps sur Terre, décidé à apprécier désormais pleinement son existence.

## Fiche technique
Sauf indication contraire, les informations mentionnées dans cette section peuvent être confirmées par la base de données cinématographiques IMDb,  présente dans la section « Liens externes ».
- Titre original et français : Soul
- Titre québécois : Âme
- Réalisation : Pete Docter
  - Co-réalisation : Kemp Powers
- Scénario : Pete Docter, Mike Jones et Kemp Powers d’après leur propre histoire originale avec la contribution de Josh Cooley, Tina Fey, Ronnie del Carmen, Bob Peterson, Sam Means et Meredith Scardino
- Musique : Trent Reznor, Atticus Ross, Jon Batiste
- Photographie : Matt Aspbury et Ian Megibben
- Montage : Kevin Nolting
- Production : Dana Murray
- Société de production : Walt Disney Pictures
- Pays de production :  États-Unis
- Langue de tournage : anglais
- Budget : 150 millions $
- Format : couleur — 35 mm — 2,35:1
- Durée : 101 minutes
- Dates de sortie :
  - Royaume-Uni : 11 octobre 2020 (festival du film de Londres)
  - France : 14 octobre 2020 (Festival Lumière)[1],[2]
  - Monde : 25 décembre 2020 (sur Disney+)[3]
- Classification :
  - États-Unis : PG

## Distribution

### Voix originales
- Jamie Foxx : Joe Gardner, pianiste et professeur de musique au collège, passionné de jazz[4]
- Tina Fey : 22, une âme piégée dans le grand avant avec une vision sombre de la vie.
- Questlove : Curly, batteur du groupe de Joe[5],[6]
- Phylicia Rashād : Libba Gardner, la mère de Joe
- Daveed Diggs : Paul, voisin et ennemi de Joe
- Angela Bassett : Dorothea Williams, musicienne et saxophoniste respectée
- Graham Norton : Vendelune
- Rachel House : Terry
- Richard Ayoade : Jerry
- Alice Braga : une conseillère d'âme
- Wes Studi : un conseiller d'âme
- Fortune Feimster : une conseillère d'âme
- Zenobia Shroff : une conseillère d'âme
- Donnell Rawlings : Dez, le barbier de Joe
- June Squibb : Gerel
- Esther K. Chae : Miho, bassiste du groupe de Williams
- Cody Chesnutt : un chanteur avec une guitare

Pour la première fois dans un film des studios Pixar, John Ratzenberger ne prête pas sa voix à un personnage, mais son visage a servi de modèle pour un personnage.

### Voix françaises
- Omar Sy : Joe Gardner
- Camille Cottin : 22
- Ramzy Bedia : Vendelune
- Michèle Bardollet : Terry
- Françoise Cadol : conseiller Michel A
- Guillaume Lebon : conseiller Michel B
- Philippe Catoire : conseiller Michel C
- Chantal Baroin : conseiller Michel D
- Marion Posta : conseiller Michel E
- Sophie Deschaumes : Libba
- Rody Benghezala : Dez
- Diouc Koma : Curley
- Maïk Darah : Dorothea
- Coralie Thuilier : Connie
- Audrey Sourdive : Melba
- Martin Faliu : Paul / Ravi Chantelune
- Coco Noël : Lulu
- Véronique Alycia : médecin
- Stéphane Roux : trader
- Colette Venhard : Ronron-thérapeute
- Laurence Pierre : Marge / commentateur de Basket
- Cathy Cerdà : Gerel
- Camille Gondard : Stella Danselune
- Valérie Siclay : principale
- France Renard : Luna Vandastre
- Igor Chometowski : Dorian
- Claire Pérot : Miho
- Virginie Caliari : Miali
- Daniel Lobé : Ray Gardner, le père de Joe
- Françoise Pavy : Mère Teresa
- Thierry Desroses : Mohamed Ali

 Source et légende : version française (VF) sur RS Doublage et sur le site Allociné

### Voix québécoises
- Fayolle Jean Jr. : Joe Gardner
- Kim Jalabert : 22
- Frédéric Desager : Vendelune
- Sophie Faucher : Terry
- Mélanie Laberge : conseiller Jerry
- Antoine Durand : conseiller Jerry
- Claudine Chatel : Libba
- Iannicko N'Doua : Dez
- Maxime Mompérousse : Curley
- Catherine Renaud : Dorothea
- Lhasa Morin : Connie
- Élise Bertrand : Melba
- Pierre-Yves Cardinal : Paul
- Julie Beauchemin : Lulu
- Daniel Lesourd : conseiller Jerry
- Catherine Proulx-Lemay : médecin, présentatrice du match de basket
- Catherine Hamann : conseiller Jerry
- Tristan Harvey : courtier en bourse, Ray Gardner
- Viviane Pacal : dame de la ronron-thérapie
- Marie-Ève Soulard-La Ferrière : Marge
- Marie Bernier : conseiller Jerry
- Johanne Garneau : Gerel
- Émilie Josset : Stella Danselune
- Manon Leblanc : directrice Arroyo, Luna Vendastre Venderêve
- Philippe Martin : Dorian
- Stéphane Rivard : Ravi Chantelune
- Ludivine Reding : Miho
- Elisapie Isaac : Miali

Adaptation : Fannie-Amélie Morin
Sources : le carton du doublage québécois 

## Production

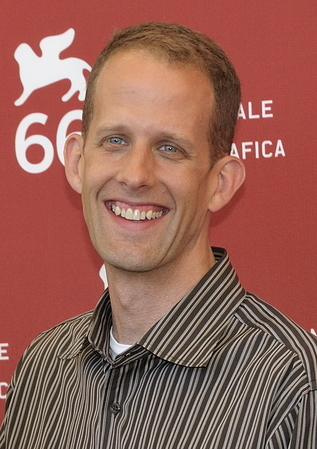
Pete Docter

Au début de 2016, il est annoncé que Pete Docter travaille sur un nouveau film,. En juin 2018, il est annoncé que Pete Docter prévoit de terminer son film alors qu'il est directeur de la création chez Disney studio depuis le départ de John Lasseter. En juin 2019, Pixar annonce un nouveau film intitulé Soul réalisé par Pete Docter et produit par Dana Murray.

### Musique
Lors du D23 2019, il a été révélé que Trent Reznor & Atticus Ross ont composé la partition du film, tandis que Jon Batiste a écrit des chansons de jazz pour le film.

## Sortie
Soul devait sortir initialement le 19 juin 2020 aux États-Unis chez Walt Disney Studios Motion Pictures. Mais en raison de la pandémie de Covid-19, la sortie est repoussée à novembre 2020. Le 9 octobre 2020, le compte Twitter officiel du film annonce une sortie mondiale uniquement sur la plateforme de streaming Disney+ pour le 25 décembre 2020, mais les pays n'ayant pas accès à Disney+ pourront sortir le film en salles.
Le film est sorti en DVD et en Blu-ray le 9 avril 2021.

## Accueil

### Critique
Aux États-Unis, le film reçoit les critiques très positives. Sur Rotten Tomatoes, il reçoit 95% et nommé Certified Fresh Tomatoes. Sur Metascore, il obtient une note 83/100.
En France, la même chose qu'aux États-Unis. Sur Allociné, il reçoit 4,3/5 selon la presse.

### Box-office
Lors de son week-end d'ouverture dans les pays n'ayant pas accès à Disney+, le film a rapporté 7,6 millions de dollars en provenance de dix pays, dont 5,5 millions de dollars en provenance de Chine. En février 2021, le film était devenu la sortie Pixar la plus rentable jamais enregistrée en Russie (15,6 millions de dollars), en Ukraine (1,8 million de dollars) et en Arabie saoudite (5,9 millions de dollars). Ses principaux marchés à l'époque étaient la Chine (57,7 millions de dollars), la Russie, la Corée du Sud (14,8 millions de dollars), Taïwan (6,4 millions de dollars) et l'Arabie saoudite.

## Distinctions

### Récompenses
- Oscars 2021 :
  - Meilleur film d'animation
  - Meilleure musique de film
- Golden Globes 2021 :
  - Golden Globe du meilleur film d'animation
  - Golden Globe de la meilleure musique de film
- Critics' Choice Movie Awards : 
  - Meilleure animation
  - Meilleure musique de film
- British Academy Film Awards 2021 :
  - British Academy Film Award du meilleur son
  - British Academy Film Award de la meilleure musique de film
  - British Academy Film Award du meilleur film d'animation
- Annie Awards 2021 :
  - Meilleur film d'animation
  - Meilleur effets spéciaux et d'animation dans un long-métrage
  - Meilleure animation des personnages dans un long-métrage d'animation
  - Meilleure conception des personnages dans un long-métrage d'animation
  - Meilleure réalisation dans un long-métrage d'animation
  - Meilleure musique dans un long-métrage d'animation
  - Meilleur décors dans un long-métrage d'animation
  - Meilleur storyboard dans un long-métrage d'animation
  - Meilleur scénario dans un long-métrage d'animation
  - Meilleur montage dans un long-métrage d'animation

### Nomination
- Oscars 2021 : Meilleur son

### Sélection
- Label Festival de Cannes 2020